# 미소 짓는 마음
미소 짓는 마음(팔리어: hasituppādacitta, hasituppāda-citta 하시뚭빠-다 찟따, 영어: smile-producing consciousness)은 특히 상좌부의 교학과 아비담마에서 사용하는 용어로, 붓다(벽지불을 포함)나 아라한에게서만 일어나는 마음으로 그들이 욕계의 사물을 보고 미소 지을 때 함께 일어나는 원인 없는 작용만 하는 마음이다.
즉, 붓다나 아라한이 이전에는 고통과 속박이 되었던 욕계의 사물들을 이제 깨달음을 증득하여 고통과 속박에서 벗어난 상태에서 대하면서  신체적으로 "미소 짓는" 행위가 일어나는데, 이 행위는 "원인 없는" 즉 뿌리 없는 즉 3선근이나 3불선근을 가지지 않는 것으로, 단지 일어난 신체적 행위 즉 작용인데, 미소 짓는 마음은 이런 신체적 행위와 동반하는 마음을 뜻한다. 3선근이나 3불선근을 가지지 않으므로 후유 즉 미래의 과보를 낳을 선업이나 불선업을 쌓지 않지만 행위는 일어나는 것이므로 "작용만 하는" 마음이다.
미소 짓는 마음은 다음의 분류 또는 체계에 속한다.
- 욕계 · 색계 · 무색계 · 출세간에 속한 89 또는 121가지 마음
  - 욕계 마음 54가지
    - 욕계의 해로운 마음  12가지
    - 욕계의 원인 없는 마음 18가지
      - 해로운 과보의 마음 7가지
      - 원인 없는 유익한 과보의 마음  8가지
      - 원인 없는 작용만 하는 마음 3가지
        - 평온이 함께한 오문전향의 마음
        - 평온이 함께한 의문전향의 마음
        - 기쁨이 함께한 미소 짓는 마음

    - 욕계의 아름다운 마음 24가지

- 붓다나 아라한이 미소 지을 때 동반하여 일어날 수 있는 다음의 다섯 가지 마음 중 첫 번째에 해당한다.[1]
  - 1. 원인 없는 작용만 하는 마음에 속한 미소 짓는 마음
  - 욕계의 아름다운 마음 24가지
    - 욕계의 작용만 하는 마음 8가지 중
      - 2. 기쁨이 함께한, 지혜와 결합한, 자극받지 않은 마음
      - 3. 기쁨이 함께한, 지혜와 결합한, 자극받은 마음 (참고: 염화미소)
      - 4. 기쁨이 함께한, 지혜와 결합하지 않은, 자극받지 않은 마음
      - 5. 기쁨이 함께한, 지혜와 결합하지 않은, 자극받은 마음